# Sabal pumos
El pumos de México (Sabal pumos) es una especie de palmera endémica de los bosques secos a lo largo del Río Balsas en México. Está considerada en peligro de extinción por la pérdida de hábitat.

## Hábitat
Se encuentran en suelos arenosos en la zona de transición entre el bosque tropical caducifolio y bosque de encino.

## Taxonomía
Sabal pumos fue descrita por (Kunth) Burret y publicado en Repertorium Specierum Novarum Regni Vegetabilis 32: 101. 1933.
Etimología
Sabal: nombre genérico de origen desconocido, quizás basado en un nombre vernáculo.
pumos: epíteto
Sinonimia
- Copernicia pumos (Kunth) Mart.
- Corypha pumos Kunth
- Sabal dugesii S.Watson ex L.H.Bailey	[5][6]